# Cheadle
Cheadle is een civil parish in het bestuurlijke gebied Staffordshire Moorlands, in het Engelse graafschap Staffordshire met 12.165 inwoners.

## Geboren
- Mary Adela Blagg (1858-1944), astronoom